# 저지시티 스키터스
저지시티 스키터스(Jersey City Skeeters)는 미국 뉴저지주 저지시티를 연고지로 했던 마이너 리그 베이스볼 팀이다. 1860년대에 운영을 시작해 1870년에 미국 야구 선수 협회에 가입했다.
1885년에 이스턴 리그에 합류했으나 그해 시즌이 끝나기 전에 리그를 탈퇴했다. 다음해 동일한 리그에 다시 가입해서 시즌 2위의 기록을 냈다.
1887년에는 인터내셔널 리그에 참가했으나, 이듬해인 1888년에는 훨씬 수준이 낮은 센트럴 리그에 참가했다.

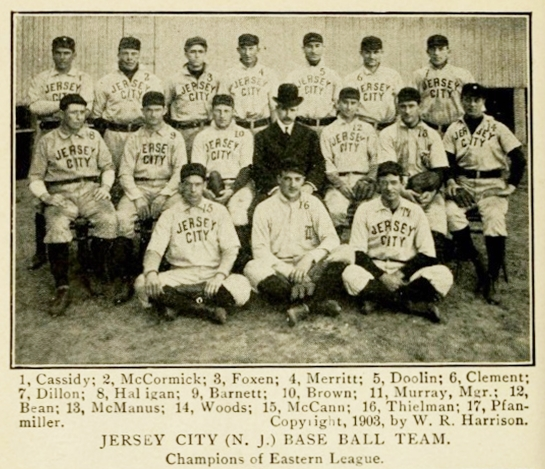
1903년의 스키터스 선수단

이후 1901년까지 다른 몇몇 리그에 참가했으나 눈에 띄는 성적을 거두지 못했다. 1902년에 연고지 저지시티에 홈구장이 건설되었고, 그해 스키터스는 이스턴 리그에 참가해 3위를 기록했다. 1903년에는 시즌 첫 18경기에서 승리를 거두고 시즌 중 25연승을 기록했으며, 시즌 최종 성적은 92승 33패로 리그 우승을 차지했다. 1903년의 스키터스 선수단은 후일 역대 가장 위대한 마이너 리그 팀 100에도 선정되었다.
1903년의 스키터스에서는 39세의 빌 머리 감독이 팀을 지휘했고, 머리 감독은 1906년까지 지휘봉을 맡았으나 1903년 이후로 다시 우승을 기록하지는 못했다.
1914년에 막대한 재정 손실을 겪었고, 1915년 2월 24일에 구단주인 윌리엄 스티븐 데버리와 토머스 A. 포가티는 인터내셔널 리그에 구단을 양도했다. 인터내셔널 리그는 한 시즌만 팀을 운영한 뒤 제임스 R. 프라이스와 프레드 테니에게 구단을 팔아넘겼고, 팀의 새로운 주인인 프라이스와 테니는 연고지를 뉴저지주 뉴어크로 옮겼다.
제1차 세계 대전 이후, 1918년에 새로운 인터내셔널 리그가 조직되었고, 저지시티 구단은 해당 리그에 참가했다. 뉴저지 습지에 만연한 모기 때문에 붙여진 스키터스(Skeeters)라는 이름을 바꾸고자 하는 시도가 있었지만, 팬들이 콜츠(Colts)라는 새로운 팀명 제안에 반대하면서 팀명은 그대로 유지되었다. 1933년에 대공황이 불어닥치며 수많은 리그와 구단들이 문을 닫았고, 저지시티 구단 역시 연고지를 뉴욕주 시러큐스로 이동했다.
1937년에 뉴욕 자이언츠가 산하 최상위 레벨 마이너 리그 팀의 연고지를 저지시티로 옮기면서, 저지시티 자이언츠가 새롭게 출범했다.